# 상서면 (화천군)
상서면(上西面)은 대한민국 강원특별자치도 화천군의 면이다. 면적은 2016년 기준으로 219.25 km2이다.

## 역사
상서면은 본래 화천군 서쪽에 위치하였으므로 서면(西面)이라 칭하였다. 토고미(土雇味), 구운(九雲), 파포(巴浦), 봉오(峰吾), 다목(多木), 노동(蘆洞), 산양(山陽), 마현(馬峴), 논미(論味), 계성(啓星), 원천(原川), 서오지(鋤吾芝)의 12개리를 관할하다가 고종 30년(1893)에 상하서면으로 갈라서 운영하여 오던 중 1914년 부군면 통폐합에 따라 하서면은 남면과 통합하여 하남면이 되고 현재 11개리를 관할하고 있다.
화천군의 서쪽에 위치하여 12개리를 관할하다가 상하로 갈라져 아래쪽 4개리를 하서면, 그 나머지 위쪽은 토고미(土古味), 구운(九雲), 파포(巴浦), 봉오(峰吾), 다목(多木), 노동(蘆洞), 산양(山陽), 마현(馬峴)의 8개리를 관할하였는데 하서라 함은 서면의 위쪽 지역임을 나타낸 것이다.

## 지리
동쪽은 화천면, 남쪽은 하남면과 사내면, 서쪽은 철원군 근남면, 북쪽은 철원군 원남면에 접한다.

## 행정 구역
| 법정리 | 한자명 | 행정리                    | 비고            |
| ------ | ------ | ------------------------- | --------------- |
| 구운리 | 九雲里 | 구운리                    |                 |
| 노동리 | 蘆洞里 | 노동1리, 노동2리          |                 |
| 다목리 | 多木里 | 다목1리, 다목2리          |                 |
| 마현리 | 馬峴里 | 마현리                    |                 |
| 봉오리 | 峰吾里 | 봉오1리, 봉오2리, 봉오3리 |                 |
| 부촌리 | 富村里 | 부촌리                    |                 |
| 산양리 | 山陽里 | 산양1리, 산양2리, 산양3리 |                 |
| 신대리 | 新大里 | 신대리                    |                 |
| 신풍리 | 新豊里 | 신풍리                    |                 |
| 장촌리 | 長村里 | 장촌리                    |                 |
| 파포리 | 巴浦里 | 파포1리, 파포2리          | 면사무소 소재지 |